# Gahnia filifolia
Gahnia filifolia är en halvgräsart som först beskrevs av Karel Presl, och fick sitt nu gällande namn av Georg Kükenthal och Gerhard Benl. Gahnia filifolia ingår i släktet Gahnia och familjen halvgräs. Inga underarter finns listade i Catalogue of Life.